# بثی‌اسفیر
بثی‌اسفیر (یونانی: βαθύς بسیوس به معنی"عمیق" و σφαῖρα اسفیر، "کره") وسیله منحصر به فرد کروی بود که برای کاوش در اعماق زیر دریا بود که توسط کابلی به بالا یا پایین اقیانوس آب منتقل می‌شد از این وسیله برای یک سری غواصی‌ها در نزدیکی سواحل برمودا در بین سالهای ۱۹۳۰ تا ۱۹۳۴ استفاده شد. بث‌اسفیر در سالهای ۱۹۲۸ و ۱۹۲۹ توسط مهندس آمریکایی اوتیس بارتون به منظور استفاده و مطالعه طبیعت ویلیام بی‌بی برای مطالعه زیراب حیات وحش طراحی و ساخته شد. بی‌بی و بارتون با همراهی هم غواصی‌هایی را در بثی‌اسفیر انجام دادند و به این ترتیب برای نخستین با یک زیست‌شناس دریایی توانست حیات وحش اعماق آب را در محیط بومی خود مشاهده نماید. غواصی‌های آن‌ها چندین رکورد متوالی جهانی را برای برای عمیق‌ترین غواصی‌های انجام شده توسط بشر به ثبت رسانید. رکورد ثبت شده عمیقترین غوص به عمق۳۰۲۸ فوت یا ۹۲۲٫۹۳۴ که در ۱۵ اوت ۱۹۳۴ با استفاده از بثی‌اسفیر به ثبت رسید تا زمانی که توسط باتون در سال ۱۹۴۹ شکسته شد دوام آورد.

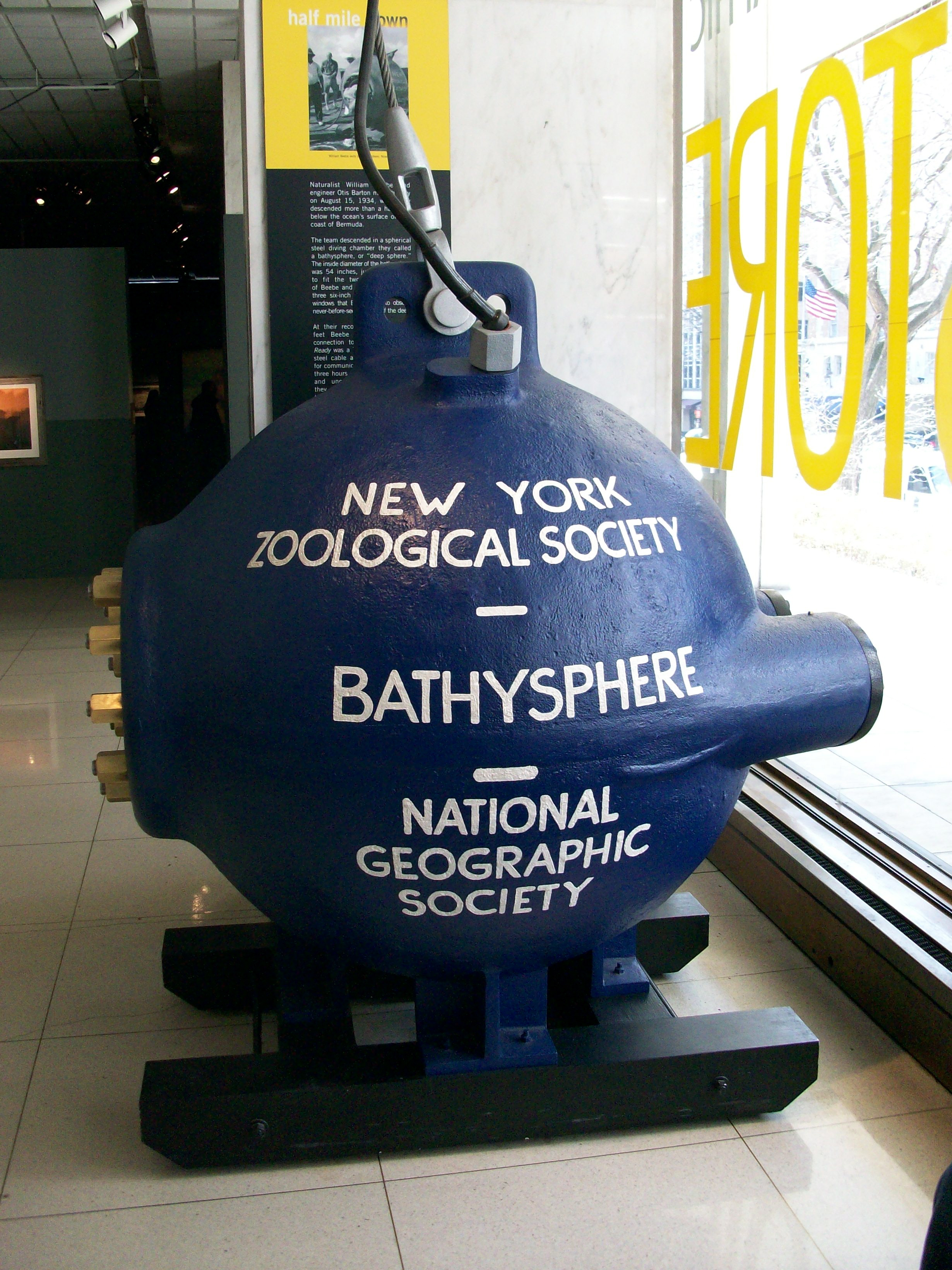
این بثی‌اسفیر در حال نمایش در موزه نشنال جئوگرافیک به سال ۲۰۰۹.